# كاليخوري
في الميثولوجيا الإغريقية ، كاليتشور تعتبر أحياناً واحدة من إلهات الإلهام أو الميوزات و اللاتي هن إلهات أخوات (أو حوريات أو مخلوقات إلوهية)، عرفن كمصادر إلهام أثناء التأليف الموسيقي، وفي أوقات لاحقة، بملهمات جميع أنواع الفنون والشعر والعلوم، حيث اعتبرن في بعض الأحيان تجسيدات لها. كان الإغريقيون القدامى يدعون إليهن طلبًا للإلهام، ولإبراز أعمالهم بشكل مميز.
و حسب هذا التفسير فإن كالتشور تكون بالتالي واحدة من بنات زيوس.

## عملها
بالإضافة إلى ما سبق فقد عرفت كالتشور أيضاً بأنها واحدة من الحوريات المسميات نيسيادز (بالإنجليزية: Nysiads)‏، نسبة إلى جبل نيسا اليوناني و يعتقد حسب الأساطير التي تبنى عليها الميثولوجيا الإغريقية أنهن هن من رعين ديونيسوس إله الخمر عند الإغريق القدماء والذي يمثل لديهم ملهم طقوس الابتهاج والنشوة.

## في التاريخ الحديث
تمت تسمية القمر التابع لكوكب المشتري كاليتشور نسبة إليها و كذلك الفوهة الصدمية القمرية كاليتشور.